# Lago Nonthué
El lago Nonthué es un lago de origen glaciar de la vertiente del Pacífico de Argentina, que se localiza en el departamento Lácar de la provincia del Neuquén y que forma parte de la cuenca alta del chileno río Valdivia. Es considerado como la parte occidental del lago Lácar, estando separado del cuerpo principal del mismo por una angostura de 50 metros de ancho. Posee unos 4 km de largo, en dirección norte-sur, y 1,6 de ancho en su parte central.

## Toponimia
Su nombre proviene del mapudungun: montun (que significa vadear o balsear), y hue (lugar donde), por lo cual el significado sería «lugar o sitio para pasar con balsa».

## Características

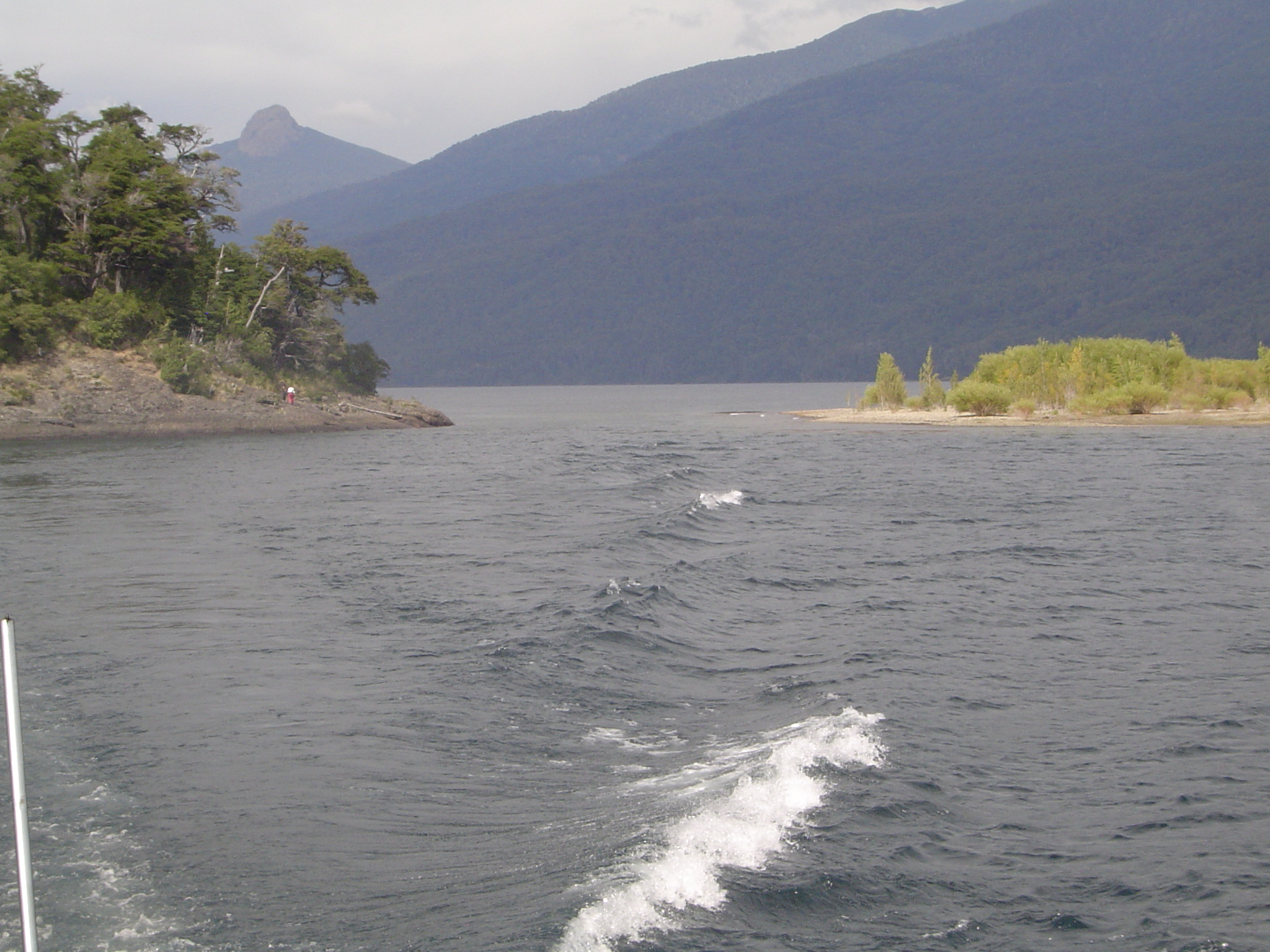
La pequeña y poco profunda unión de los lagos Lácar y Nonthué.

Ubicado dentro del parque nacional Lanín, el lago posee playas de arena y bahías rodeadas por bosques de selva valdiviana.
Es de origen glacial, siendo la prolongación de la hoya lacustrina del lago Lácar. La angostura que separa a ambos lagos se formó en el Pleistoceno, producto de los deltas de los distintos afluentes (como el río Pucará, el río Nonthué, y el arroyo del Salto, entre otros). Otro tributario importante es el río Chachín, que desemboca al oeste.
El emisario es el río Hua-Hum, que nace al noroeste del lago Nonthué y continúa en Chile hasta llegar al océano Pacífico a través del río Valdivia.

## Historia
A comienzos del siglo XX, Chile y Argentina, solicitaron un arbitraje del rey Eduardo VII del Reino Unido en un litigio que involucraba la determinación de los límites en la Patagonia. El soberano británico determinó, entre otros asuntos, ceder el área a Argentina. Chile respetó el acuerdo y desde entonces la zona del lago Lácar, Nonthué y alrededores está reconocidamente bajo jurisdicción argentina.

## Turismo
Se accede desde San Martín de los Andes a través de la ruta provincial 48 (que se dirige hacia el Paso Hua Hum). En el sitio hay restaurante, alojamiento y camping.